# Скельний коридор Довбушанки
Ске́льний коридо́р Довбуша́нки — геологічна пам'ятка природи місцевого значення в Україні. Розташована в межах Верховинського району Івано-Франківської області, на схід від смт Верховина і на південь від села Криворівня. 
Площа 3,4 га. Статус надано 1996 року. Перебуває у віданні ДП «Гринявський лісгосп» (Устеріцьке л-во, кв. 13, вид. 21). 
Статус надано з метою збереження природного комплексу — мальовничих скель серед смерекового лісу на горі Довбушанці. Скелі складені з пісковиків, розділені вздовж хребта на дві групи глибоким коридором зі стрімкими стінками заввишки 15—20 м. 

## Світлини

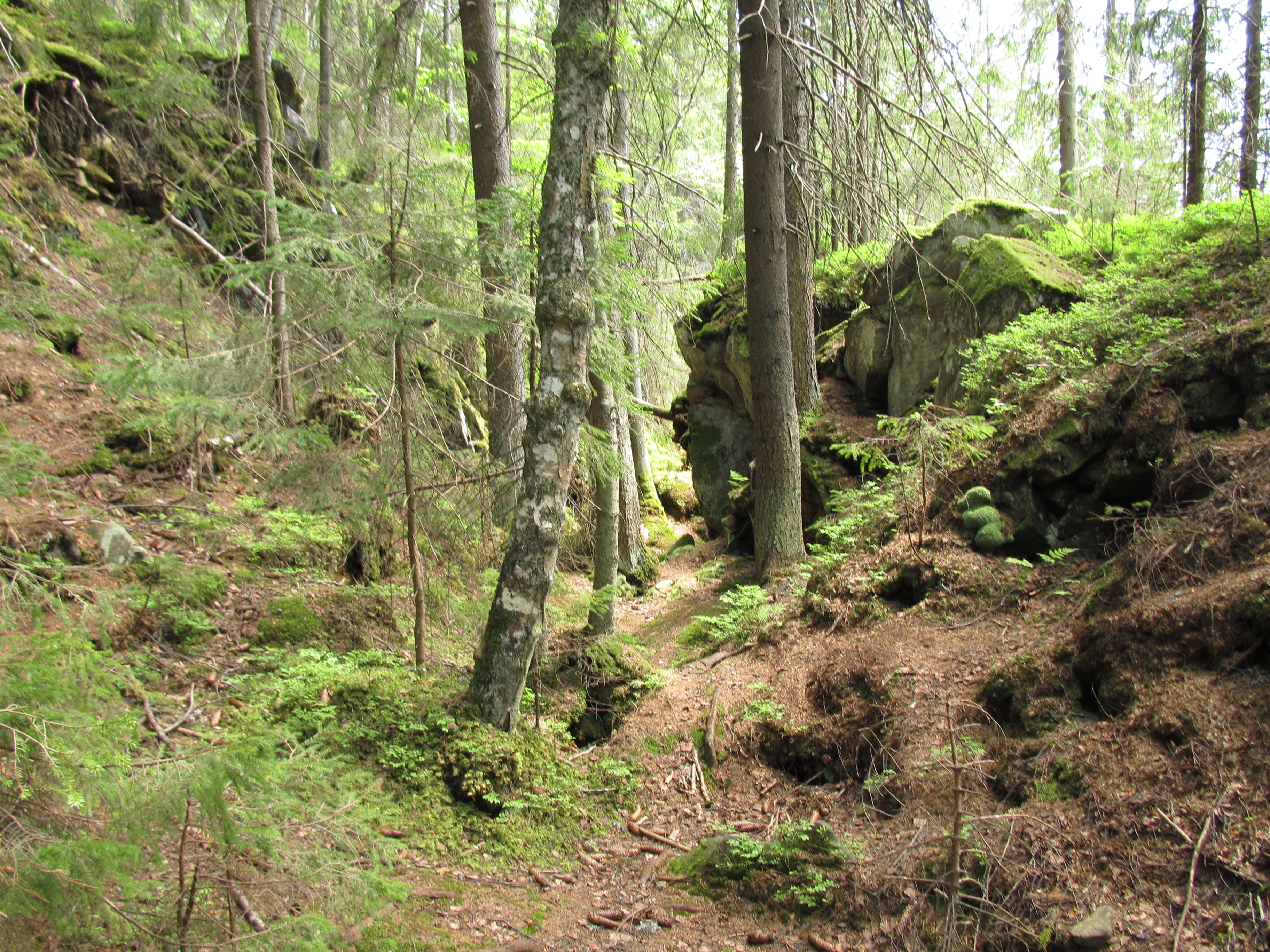
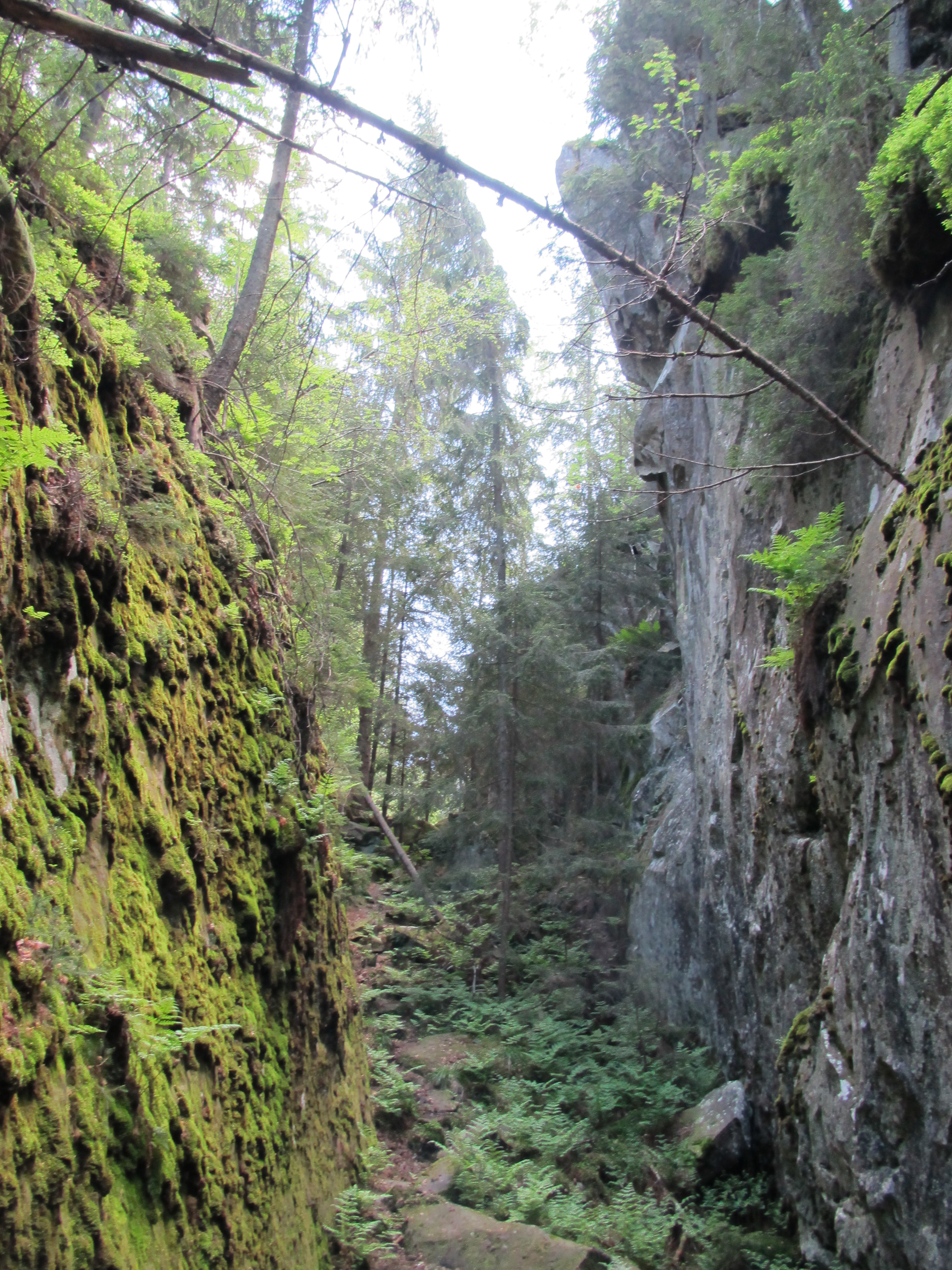
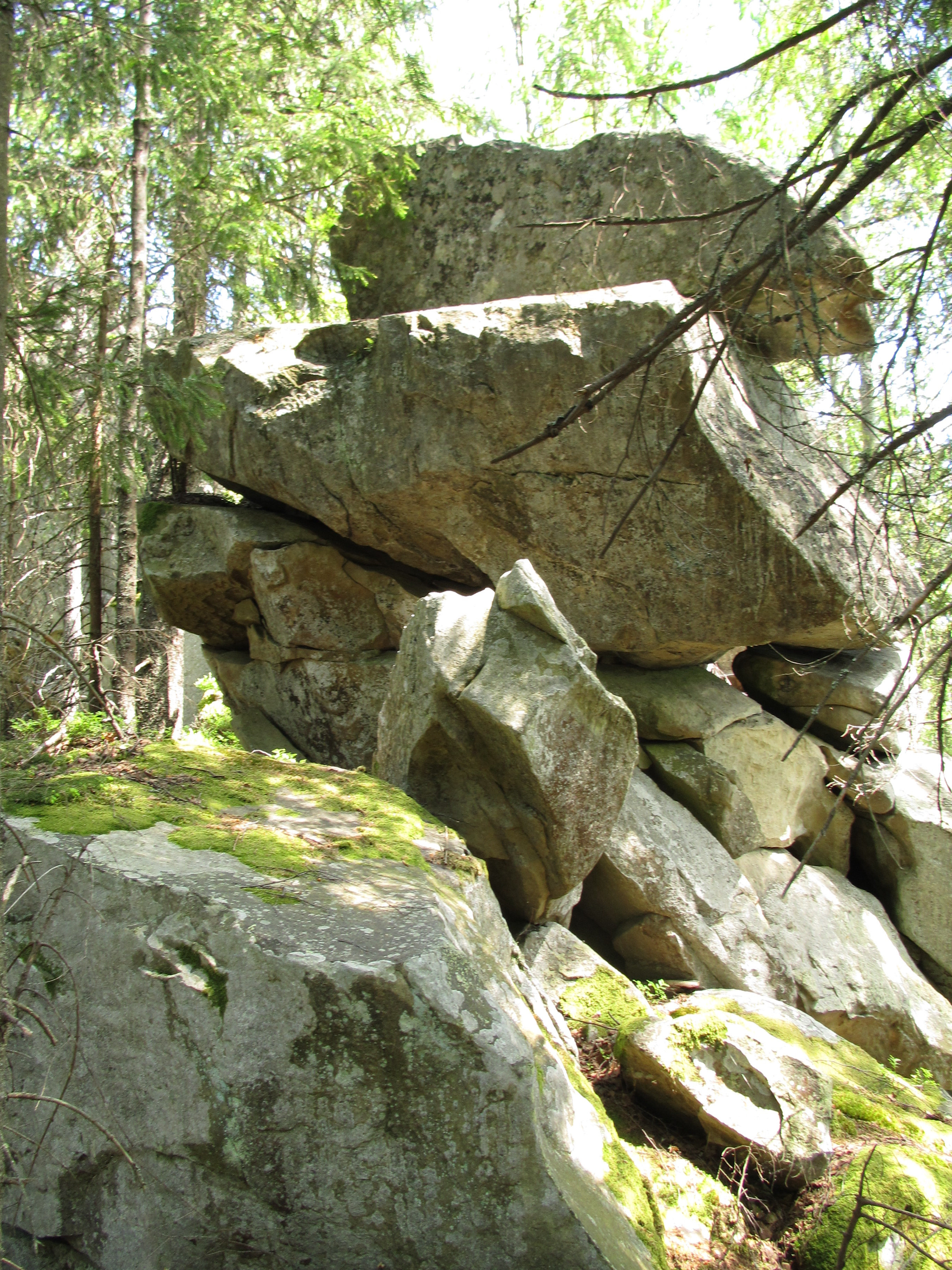
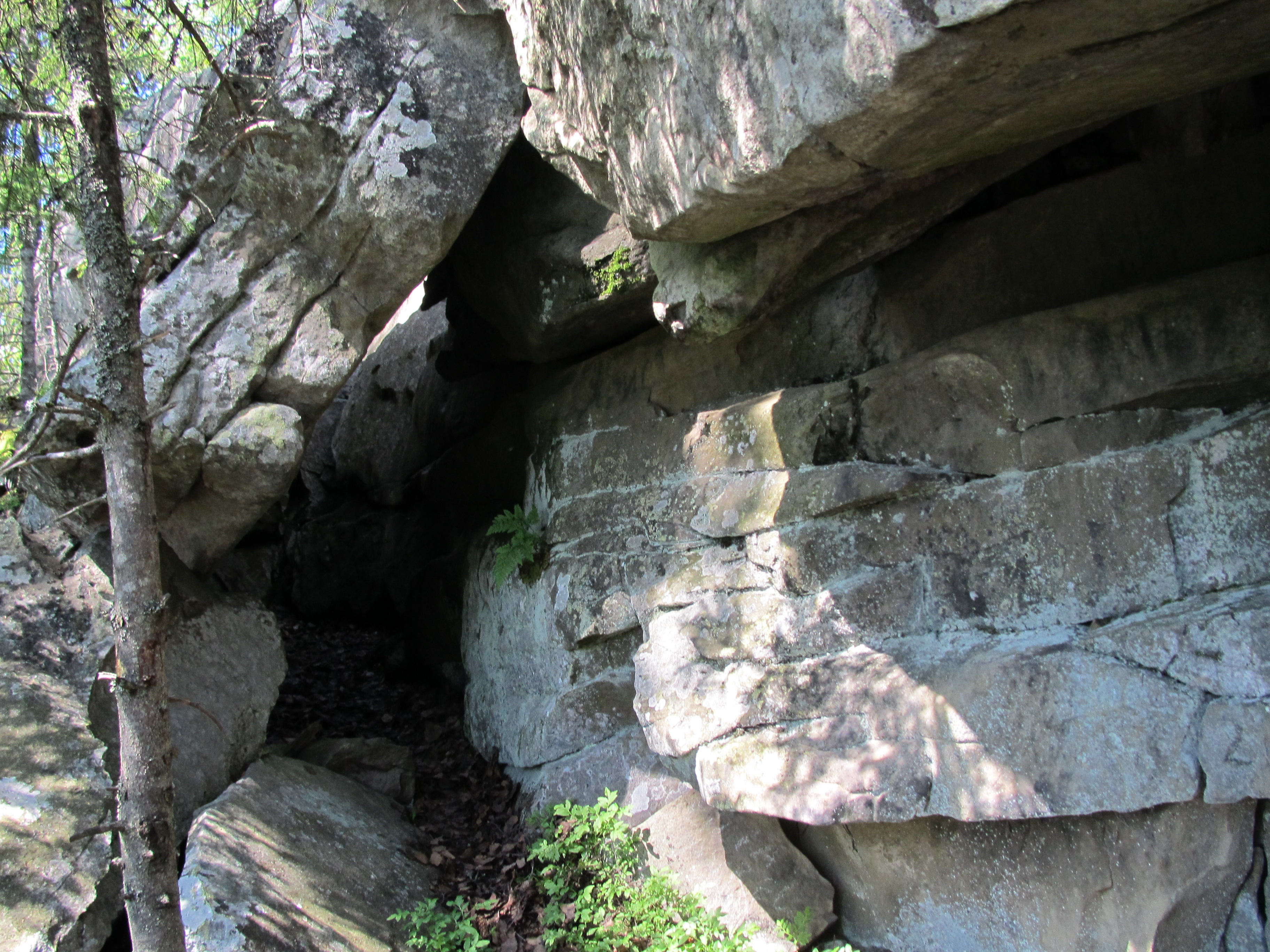
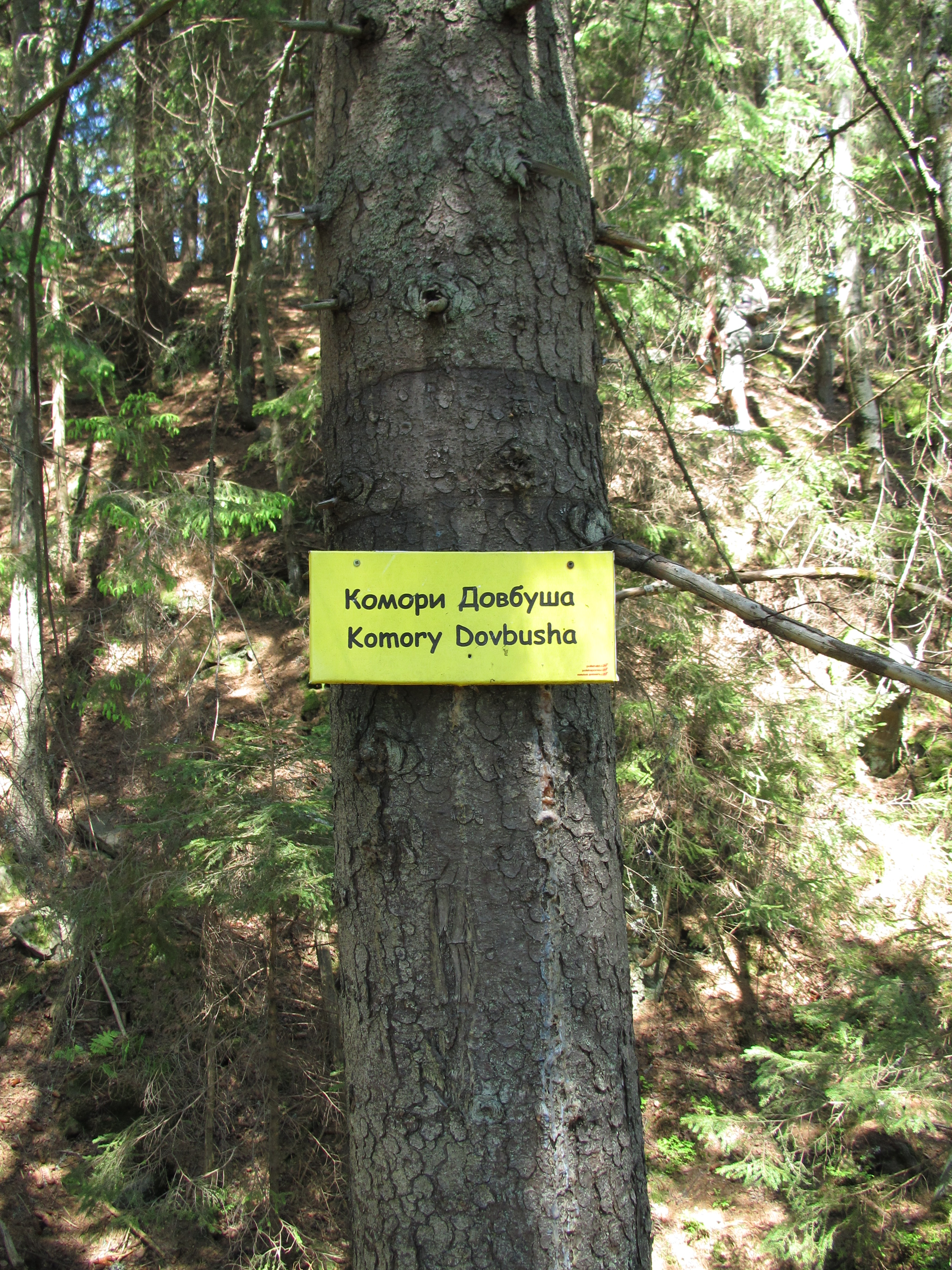
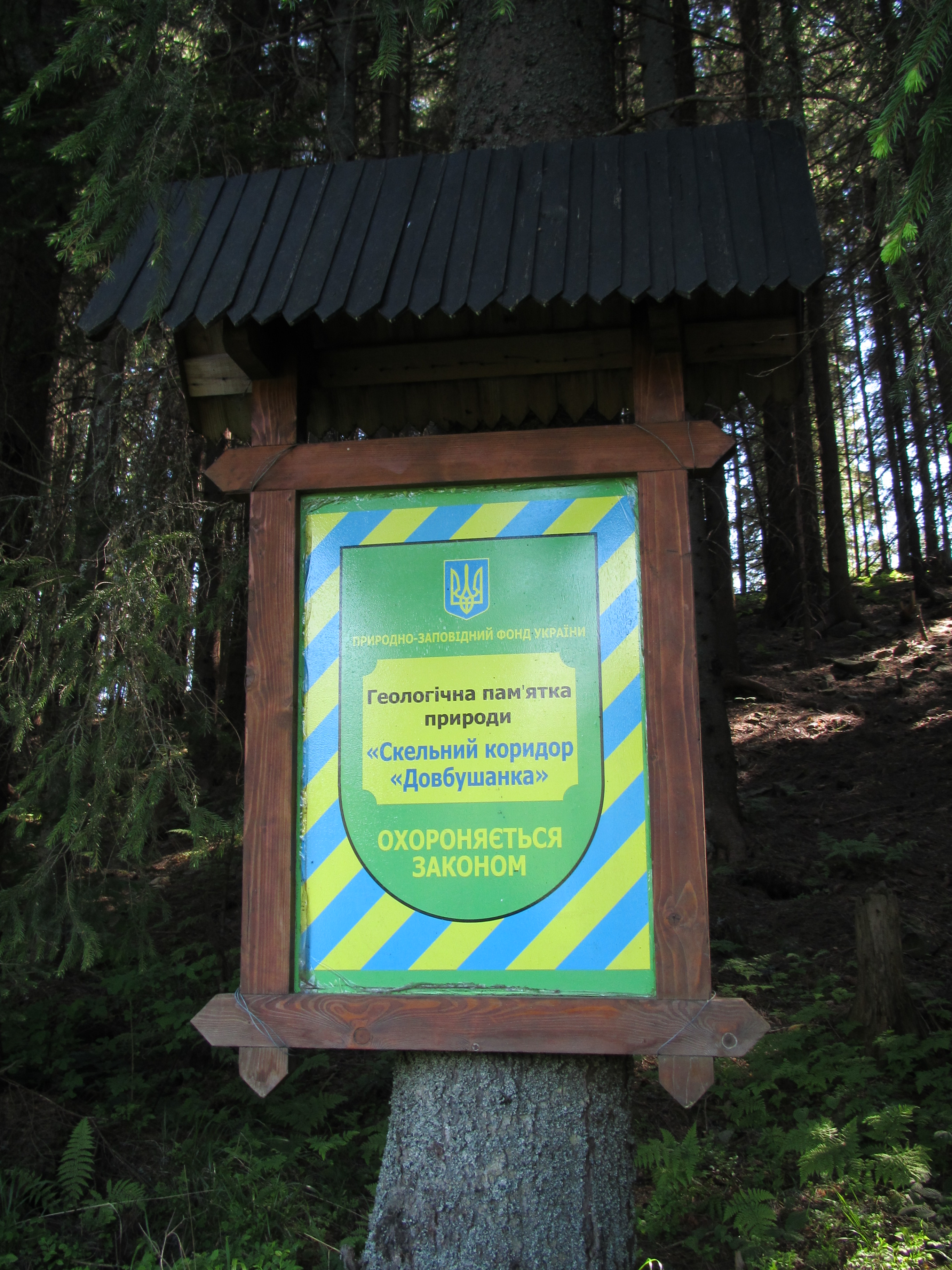